# James Fenimore Cooper
James Fenimore Cooper (ngày 15 tháng 9 năm 1789 - 14 tháng 9 năm 1851) là một nhà văn nổi tiếng của Mỹ trong những năm đầu thế kỷ 19. Các tác phẩm của ông thường đề cập tới những vấn đề xã hội gắn liền với giai đoạn phát triển mạnh mẽ về chính trị, kinh tế, văn hóa của nước Mỹ đương thời, cuộc sống của người Mỹ bản địa. Các tác phẩm của ông đã tạo ra một hình thức độc đáo của văn học Mỹ. Ông đã sống phần lớn cuộc đời ở Cooperstown, New York, được thiết lập bởi cha của ông William trên khu đất mà ông sở hữu. Cooper là một thành viên suốt đời của Giáo hội Episcopal, và trong những năm sau này, đóng góp hào phóng cho Hội này. Ông theo học Đại học Yale cho ba năm, nơi mà ông là một thành viên của Hiệp hội Linonian, nhưng bị đuổi học vì hành vi sai trái.
Trước khi theo đuổi nghề viết văn, ông đã phục vụ trong Hải quân Hoa Kỳ với chức vụ Midshipman, điều này ảnh hưởng lớn đến các tiểu thuyết và các tác phẩm sáng tác của ông. Tiểu thuyết đầu tay của ong là The Spy, một câu chuyện về phản gián ra trong Chiến tranh Cách mạng và được xuất bản năm 1821. Ông cũng viết một số truyện hư cấu về hàng hải, và các tiểu thuyết nổi tiếng của ông là năm tiểu thuyết lịch sử ở thời kỳ biên giới với tựa Leatherstocking Tales. Trong các nhà lịch sử hàng hải, các tác phẩm của Cooper về thời kỳ đầu của Hải quân Hoa Kỳ đã được người ta đón nhận nồng nhiệt, nhưng đôi khi những tác phẩm này bị một số người đương đại chỉ trích. Trong số các tác phẩm nổi tiếng nhất của ông có tiểu thuyết lãng mạn The Last of the Mohicans, thường được xem là kiệt tác của ông.

## Tiểu sử
James Fenimore Cooper sinh ra ở Burlington, New Jersey năm 1789, là con trai của ông William Cooper và bà Elizabeth (Fenimore) Cooper, người con thứ 11 trong 12 con, phần lớn họ đều chết lúc sinh hoặc chết trẻ. Ông có gốc từ James Cooper của Stratford-upon-Avon, Warwickshire, Anh đã di cư đến các thuộc địa Mỹ năm 1679. James và vợ ông là Quakers đã mua nhiều lô đất ở New Jersey và Pennsylvania. 75 năm sau khi ông đến Mỹ, chắt của ông William sinh ngày 2/12/1754. Một thời gian ngắn sau sinh nhật thứ nhất của James, gia đình đã chuyển đến Cooperstown, New York, một cộng đồng được cha ông thành lập trên khu đất ông đã mua để phát triển. Sau đó, cha ông đã được bầu làm dân biểu Hạ viện Hoa Kỳ từ quận Otsego. Thị trấn của họ ở khu vực trung tâm của New York trước đó thuộc về Iroquois của sáu xứ. Người Iroquois đã bị buộc phải nhượng lãnh thổ của họ sau khi quân Anh thất bại trong chiến tranh cách mạng, do họ đã là đồng minh.
Ngay sau cuộc cách mạng Mỹ, bang đã đưa khu đất của người Iroqois ra bán và phát triển. Cha của Cooper đã mu nhiều ngàn mẫu đất của New York dọc theo sông Susquehanna. Đến năm 1788, William Cooper đã chọn và khảo sát hiện trường nơi Cooperstown sau đó được thiết lập. Ông đã xây nhà ở bờ hồ Otsego và chuyển gia đình đeens đó vào mùa thu năm 1790. Ông đã sớm xây khu khu nhà lớn được gọi là Tòa nhà Otsego. Tòa nhà này hoàn thành năm 1799 khi James lên 10.

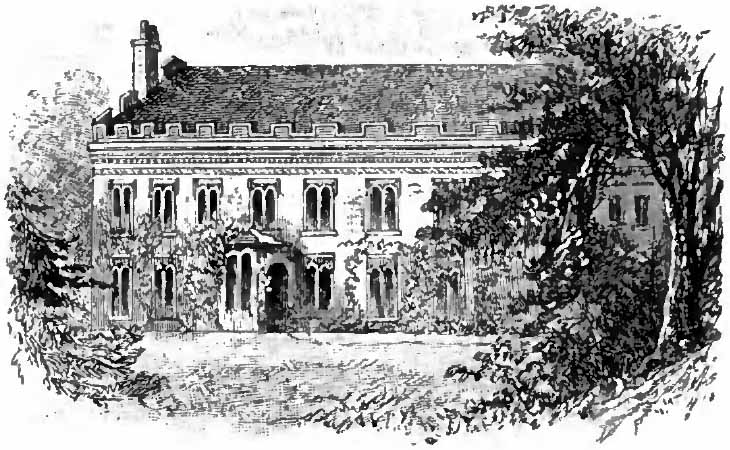
Otsego Hall, nhà của Cooper

Năm 13 tuổi Cooper ghi danh vào trường Yale, nhưng ông không thể tốt nghiệp vì bị đuổi học. Lý do xuất phát từ một trò đùa nguy hiểm, đó là tham gia vào việc làm nổ tung cánh cửa phòng của một học sinh khác. Một trò đùa tinh nghịch khác là dạy một con lừa ngồi trên ghế của giáo sư. Sau đó năm 1806 ông được nhận làm thủy thủ lúc 17 tuổi trên một tàu thương gia, và vào năm 18 tuổi, ông gia nhập Hải quân Hoa Kỳ. Ông phục vụ đến cấp bậc chuẩn úy trước khi rời Hải quân vào năm 1811.
Lúc 20 tuổi, Cooper đã thừa kế tài sản từ cha mình, năm 21 tuổi, ông kết hôn với Susan DeLancey tại Mamaroneck, quận Westchester, New York ngày 1 tháng 1 năm 1811. Vợ ông là con gái một gia đình giàu có vẫn trung thành với nước Anh trong chiến tranh cách mạng. Họ có với nhau bảy người con, năm trong số đó sống đến trưởng thành. Con gái của họ Susan Fenimore Cooper là một nhà văn. Bà này và ông thường biên tập tác phẩm của nhau Trong các hậu duệ của ông có Paul Fenimore Cooper (1899–1970), cũng là nhà văn.

## Tác phẩm
| Ngày | Tựa: Tựa phụ | Thể loại        | Chủ đề, địa điểm, thời gian                                                                            |
| ---- | --- | --------------- | --- |
| 1820 | Precaution | tiểu thuyết     | Anh, 1813–1814                                                                                         |
| 1821 | The Spy: A Tale of the Neutral Ground | tiểu thuyết     | Westchester County, New York, 1780                                                                     |
| 1823 | The Pioneers: or The Sources of the Susquehanna | tiểu thuyết     | Leatherstocking, Otsego County, New York, 1793–1794,                                                   |
| 1823 | Tales for Fifteen: or Imagination and Heart | 2 short stories | written under the pseudonym: Jane Morgan                                                               |
| 1824 | The Pilot: A Tale of the Sea | tiểu thuyết     | John Paul Jones, Anh, 1780                                                                             |
| 1825 | Lionel Lincoln: or The Leaguer of Boston | tiểu thuyết     | Battle of Bunker Hill, Boston, 1775–1781                                                               |
| 1826 | The Last of the Mohicans: A narrative of 1757 | tiểu thuyết     | Leatherstocking, French and Indian War, Lake George & Adirondacks, 1757                                |
| 1827 | The Prairie | tiểu thuyết     | Leatherstocking, American Midwest, 1805                                                                |
| 1828 | The Red Rover: A Tale | tiểu thuyết     | Newport, Rhode Island & Atlantic Ocean, pirates, 1759                                                  |
| 1828 | Notions of the Americans: Picked up by a Travelling Bachelor | non-fiction     | America for European readers                                                                           |
| 1829 | The Wept of Wish-ton-Wish: A Tale | tiểu thuyết     | Western Connecticut, Puritans and Indians, 1660–1676                                                   |
| 1830 | The Water-Witch: or the Skimmer of the Seas | tiểu thuyết     | New York, smugglers, 1713                                                                              |
| 1830 | Letter to General Lafayette | politics        | France vs. US, cost of government                                                                      |
| 1831 | The Bravo: A Tale | tiểu thuyết     | Venice, 18th century                                                                                   |
| 1832 | The Heidenmauer: or, The Benedictines, A Legend of the Rhine | tiểu thuyết     | German Rhineland, 16th century                                                                         |
| 1832 | No Steamboats | truyện ngắn     | |
| 1833 | The Headsman: The Abbaye des Vignerons | tiểu thuyết     | Geneva, Switzerland, & Alps, 18th century                                                              |
| 1834 | A Letter to His Countrymen | politics        | Why Cooper temporarily stopped writing                                                                 |
| 1835 | The Monikins | tiểu thuyết     | Antarctica, aristocratic monkeys, 1830s; a satire on British and American politics.                    |
| 1836 | The Eclipse | memoir          | Solar eclipse in Cooperstown, New York 1806                                                            |
| 1836 | An Execution at Sea | truyện ngắn     | execution of a murderer on a ship                                                                      |
| 1836 | Gleanings in Europe: Switzerland (Sketches of Switzerland) | travel          | Hiking in Switzerland, 1828                                                                            |
| 1836 | Gleanings in Europe: The Rhine (Sketches of Switzerland, Part Second) | travel          | Travels France, Rhineland & Switzerland, 1832                                                          |
| 1836 | A Residence in France: With an Excursion Up the Rhine, and a Second Visit to Switzerland | travel          | |
| 1837 | Gleanings in Europe: France | travel          | Living, travelling in France, 1826–1828                                                                |
| 1837 | Gleanings in Europe: England | travel          | Travels in England, 1826, 1828, 1833                                                                   |
| 1838 | Gleanings in Europe: Italy | travel          | Living, travelling in Italy, 1828–1830                                                                 |
| 1838 | The American Democrat: or Hints on the Social and Civic Relations of the United States of America | non-fiction     | US society and government                                                                              |
| 1838 | The Chronicles of Cooperstown | history         | Local history of Cooperstown, New York                                                                 |
| 1838 | Homeward Bound: or The Chase: A Tale of the Sea | tiểu thuyết     | Atlantic Ocean & North African coast, 1835                                                             |
| 1838 | Home as Found: Sequel to Homeward Bound | tiểu thuyết     | Eve Effingham, New York City & Otsego County, New York, 1835                                           |
| 1839 | The History of the Navy of the United States of America | history         | US Naval history to date                                                                               |
| 1839 | Old Ironsides | history         | History of the Frigate USS Constitution, 1st pub. 1853                                                 |
| 1840 | The Pathfinder, or The Inland Sea' | tiểu thuyết     | Leatherstocking, Western New York, 1759                                                                |
| 1840 | Mercedes of Castile: or, The Voyage to Cathay | tiểu thuyết     | Christopher Columbus in West Indies, 1490s                                                             |
| 1841 | The Deerslayer: or The First Warpath | tiểu thuyết     | Leatherstocking, Otsego Lake 1740–1745                                                                 |
| 1842 | The Two Admirals | tiểu thuyết     | England & English Channel, Scottish uprising, 1745                                                     |
| 1842 | The Wing-and-Wing: le Le Feu-Follet (Jack o Lantern) | tiểu thuyết     | Italian coast, Neapolitan Wars, 1745                                                                   |
| 1843 | Autobiography of a Pocket-Handkerchief, also published as - Le Mouchoir: An Autobiographical Romance - The French Governess: or The Embroidered Handkerchief - Die franzosischer Erzieheren: oder das gestickte Taschentuch | tiểu thuyếtette | Social satire, France & New York, 1830s                                                                |
| 1843 | Richard Dale |                 | |
| 1843 | Wyandotte: or The Hutted Knoll. A Tale | tiểu thuyết     | Butternut Valley of Otsego County, New York, 1763–1776                                                 |
| 1843 | Ned Myers: or Life before the Mast | biography       | of Cooper's shipmate who survived an 1813 sinking of a US sloop of war in a storm                      |
| 1844 | Afloat and Ashore: or The Adventures of Miles Wallingford. A Sea Tale | tiểu thuyết     | Ulster County & worldwide, 1795–1805                                                                   |
| 1844 | Miles Wallingford: Sequel to Afloat and Ashore British title: Lucy Hardinge: A Second Series of Afloat and Ashore (1844) | tiểu thuyết     | Ulster County & worldwide, 1795–1805                                                                   |
| 1844 | Proceedings of the Naval Court-Martial in the Case of Alexander Slidell Mackenzie, &c. |                 | |
| 1845 | Satanstoe: or The Littlepage Manuscripts, a Tale of the Colony | tiểu thuyết     | New York City, Westchester County, Albany, Adirondacks, 1758                                           |
| 1845 | The Chainbearer; or, The Littlepage Manuscripts | tiểu thuyết     | Westchester County, Adirondacks, 1780s (next generation)                                               |
| 1846 | The Redskins; or, Indian and Injin: Being the Conclusion of the Littlepage Manuscripts | tiểu thuyết     | Anti-rent wars, Adirondacks, 1845                                                                      |
| 1846 | Lives of Distinguished American Naval Officers | biography       | |
| 1847 | The Crater; or, Vulcan's Peak: A Tale of the Pacific (Mark's Reef) | tiểu thuyết     | Philadelphia, Bristol (PA), & deserted Pacific island, early 19th century                              |
| 1848 | Jack Tier: or the Florida Reefs a.k.a. Captain Spike: or The Islets of the Gulf | tiểu thuyết     | Florida Keys, Mexican War, 1846                                                                        |
| 1848 | The Oak Openings: or the Bee-Hunter | tiểu thuyết     | Kalamazoo River, Michigan, War of 1812                                                                 |
| 1849 | The Sea Lions: The Lost Sealers | tiểu thuyết     | Long Island & Antarctica, 1819–1820                                                                    |
| 1850 | The Ways of the Hour | tiểu thuyết     | "Dukes County, New York", murder/courtroom mystery tiểu thuyết, legal corruption, women's rights, 1846 |
| 1850 | Upside Down: hay Philosophy in Petticoats | kịch            | chế nhạo chủ nghĩa xã hội                                                                              |
| 1851 | The Lake Gun | truyện ngắn     | Seneca Lake ở New York, châm biếm chính trị dựa trên văn hóa dân gian                                  |
| 1851 | New York: or The Towns of Manhattan | history         | Không hoàn thành, lịch sử Thành phố New York, xuất bản lần đầu năm 1864                                |